# Притча про милосердного царя
При́тча про тала́нти або при́тча про царя́ і позикода́вця — це притча у якій розповідається про людину яка заборгувала царю 10 000 талантів. Але цар простив борг цій людині. І коли цій самій людині друг заборгував 100 динаріїв то вона не простила йому. Тому ця притча навчає нас, що кожен, хто буває злим до ближніх своїх за якісь їхні провини і не бажає прощати їм, той не заслуговує (негідний) помилування від Бога. Ця притча є у Біблії у Євангелії Лк. 17:3-4Мт. 18:21–35

## Оригінальний текст
|  | Уважайте на себе! Коли провиниться твій брат, докори йому, а коли він покається, то вибач йому. І хоча б сім раз денно він провинивсь проти тебе, і сім раз звернувся до тебе, говорячи: Каюся, вибач йому! |

|  | Петро приступив тоді та запитався Його: Господи, скільки разів брат мій може згрішити проти мене, а я маю прощати йому? Чи до семи раз? Ісус промовляє до нього: Не кажу тобі до семи раз, але аж до семидесяти раз по семи! Тим то Царство Небесне подібне одному цареві, що захотів обрахунок зробити з своїми рабами. Коли ж він почав обраховувати, то йому привели одного, що винен був десять тисяч талантів. А що він не мав із чого віддати, наказав пан продати його, і його дружину та діти, і все, що він мав, і заплатити. Тоді раб той упав до ніг, і вклонявся йому та благав: Потерпи мені, я віддам тобі все! І змилосердився пан над рабом тим, і звільнив його, і простив йому борг. А як вийшов той раб, то спіткав він одного з своїх співтоваришів, що був винен йому сто динаріїв. І, схопивши його, він душив та казав: Віддай, що ти винен! А товариш його впав у ноги йому, і благав його, кажучи: Потерпи мені, і я віддам тобі! Та той не схотів, а пішов і всадив до в'язниці його, аж поки він боргу не верне. Як побачили ж товариші його те, що сталося, то засмутилися дуже, і прийшли й розповіли своєму панові все, що було. Тоді пан його кличе його, та й говорить до нього: Рабе лукавий, я простив був тобі ввесь той борг, бо просив ти мене. Чи й тобі не належало змилуватись над своїм співтоваришем, як і я над тобою був змилувався? І прогнівався пан його, і катам його видав, аж поки йому не віддасть всього боргу. Так само й Отець Мій Небесний учинить із вами, коли кожен із вас не простить своєму братові з серця свого їхніх прогріхів. |

### Пояснення
Під час однієї бесіди Ісуса Христа апостол Петро підійшов до Нього і запитав: «Господи, скільки разів прощати брату моєму, який згрішить проти мене? Чи до семи разів?»
Ісус Христос відповів йому: «Не кажу тобі — до семи, але до сімдесяти разів по сім» (Тобто дуже багато разів прощати.)
Щоб краще пояснити це, Ісус Христос розповів притчу про чоловіка, який заборгував царю десять тисяч талантів. Але він не мав чим сплатити борг. Коли його привели до царя, то цар наказав продати його, і дружину його та дітей, і все майно, яке він мав і таким чином віддати борг. Тоді боржник упав на коліна перед царем і став благати його: «Господарю, потерпи мені (ще трохи), і все тобі віддам». Тоді цар змилосердився над ним, простив йому увесь борг і відпустив його. Той самий чоловік, вийшовши від царя, побачив одного із своїх друзів, який позичив у нього сто денаріїв. Він схопив його і почав душити та казати: «Віддай мені, що винен!». Товариш його упав на коліна перед ним почав благати і казати: «Потерпи мені (ще трохи), і все віддам тобі». Але чоловік цей не захотів чекати, а пішов і посадив його у в'язницю, аж поки не поверне боргу. 
Коли цар довідався від товаришів потерпілого про жорстокість цього чоловіка який ще від недавно був винен йому десять тисяч а сам не простив своєму другу 100 денаріїв, то покликав його до себе і сказав: «Ти, негідний рабе! Я простив тобі весь твій борг, бо ти благав мене! То хіба ти не мусив так само виявити милосердя до свого співбрата, як я це зробив?» І цар розгнівався та віддав його мучителям (людям, які карали злочинців), доки не поверне свій несплачений борг.
Закінчивши притчу, Ісус Христос сказав: «Так і Отець мій Небесний учинить з вами, якщо кожен з вас не простить від серця свого братові своєму провини його».

#### Символіка
У цій притчі під царем' слід розуміти Бога. Під людиною, яка так багато заборгувала цареві, слід розуміти нас, людей. Під боргом — гріхи наші. Під товаришем боржника слід розуміти тих людей, які в чомусь винні перед нами (наших боржників).